# Fergana
Fergana (in uzbeco Фарғона?, Farg‘ona; in russo Фергана́?, Ferganá) è una città (264 900 abitanti stimati nel 2014) dell'Uzbekistan orientale, capoluogo dell'omonima provincia orientale. 

## Geografia
Si trova sul limite meridionale della Valle di Fergana che si estende tra Kirghizistan, Tagikistan ed Uzbekistan. Fergana si trova a circa 420 km ad est di Tashkent, capitale dello Stato, e 75 km ad ovest di Andijan, altro importante centro uzbeko, specializzato nella sericoltura.

## Storia
Fondata nel 1876, la città è un centro di produzione olearia nella Valle di Fergana sin dal 1908, anno in cui fu installata la prima raffineria di olio nei pressi dell'abitato. Da allora se ne sono aggiunte molte altre e Fergana è diventata una delle città uzbeke più attive nel settore.

## Attrazioni
Il parco cittadino è intitolato allo scienziato e astronomo al-Farghani (Alfraganus) e vi si trova il grande monumento a lui dedicato.
La città è servita da un aeroporto, l'Aeroporto di Fergana, da dove è possibile raggiungere destinazioni nazionali e in Russia.

## Sport
La maggiore squadra di calcio locale è il Neftchy Farg'ona.

## Clima
| Fergana (1991-2020) Fonte:  | Mesi         | Mesi         | Mesi         | Mesi        | Mesi        | Mesi        | Mesi        | Mesi        | Mesi        | Mesi        | Mesi         | Mesi         | Stagioni | Stagioni | Stagioni | Stagioni | Anno  |
| Fergana (1991-2020) Fonte:  | Gen          | Feb          | Mar          | Apr         | Mag         | Giu         | Lug         | Ago         | Set         | Ott         | Nov          | Dic          | Inv      | Pri      | Est      | Aut      | Anno  |
| --------------------------- | ------------ | ------------ | ------------ | ----------- | ----------- | ----------- | ----------- | ----------- | ----------- | ----------- | ------------ | ------------ | -------- | -------- | -------- | -------- | ----- |
| T. max. media (°C)          | 4,8          | 8,0          | 15,4         | 22,5        | 28,1        | 33,2        | 35,1        | 33,9        | 29,2        | 21,4        | 12,9         | 6,3          | 6,4      | 22,0     | 34,1     | 21,2     | 20,9  |
| T. media (°C)               | 0,5          | 3,2          | 9,9          | 16,3        | 21,4        | 25,9        | 27,8        | 26,3        | 21,2        | 14,1        | 7,1          | 1,9          | 1,9      | 15,9     | 26,7     | 14,1     | 14,6  |
| T. min. media (°C)          | −2,6         | −0,5         | 5,3          | 10,6        | 15,0        | 18,7        | 20,6        | 19,1        | 14,3        | 8,4         | 2,8          | −1,2         | −1,4     | 10,3     | 19,5     | 8,5      | 9,2   |
| T. max. assoluta (°C)       | 16,3 (2007)  | 23,1 (2016)  | 29,0 (1962)  | 34,4 (2011) | 39,2 (1897) | 41,3 (2007) | 42,2 (1944) | 41,4 (2011) | 37,1 (1997) | 32,6 (1941) | 29,0 (2012)  | 17,6 (1990)  | 23,1     | 39,2     | 42,2     | 37,1     | 42,2  |
| T. min. assoluta (°C)       | −25,8 (1969) | −25,5 (1916) | −17,9 (1882) | −4,8 (1911) | 1,2 (1989)  | 7,4 (1888)  | 10,1 (1941) | 7,8 (1930)  | 0,5 (1924)  | −7,4 (1987) | −22,8 (1954) | −27,0 (1930) | −27,0    | −17,9    | 7,4      | −22,8    | −27,0 |
| Nuvolosità (okta al giorno) | 7,4          | 7,3          | 7,3          | 6,7         | 6,2         | 4,8         | 3,8         | 2,9         | 2,7         | 4,2         | 6,1          | 7,0          | 7,2      | 6,7      | 3,8      | 4,3      | 5,5   |
| Precipitazioni (mm)         | 16           | 22           | 25           | 23          | 23          | 14          | 5           | 4           | 4           | 14          | 19           | 22           | 60       | 71       | 23       | 37       | 191   |
| Giorni di pioggia           | 4            | 7            | 10           | 10          | 13          | 10          | 8           | 5           | 4           | 6           | 7            | 6            | 17       | 33       | 23       | 17       | 90    |
| Nevicate (cm)               | 2            | 1            | 0            | 0           | 0           | 0           | 0           | 0           | 0           | 0           | 0            | 1            | 4        | 0        | 0        | 0        | 4     |
| Giorni di neve              | 7            | 5            | 1            | 0,1         | 0,03        | 0,03        | 0,03        | 0,0         | 0,0         | 0,3         | 1,0          | 5,0          | 17,0     | 1,1      | 0,1      | 1,3      | 19,5  |
| Giorni di nebbia            | 7            | 2            | 1            | 0,2         | 0,1         | 0,0         | 0,03        | 0,0         | 0,0         | 0,2         | 2,0          | 7,0          | 16,0     | 1,3      | 0,0      | 2,2      | 19,5  |
| Umidità relativa media (%)  | 81           | 76           | 67           | 61          | 56          | 48          | 48          | 52          | 56          | 66          | 74           | 82           | 79,7     | 61,3     | 49,3     | 65,3     | 63,9  |
| Vento (direzione-m/s)       | N 0,9        | SE 1,1       | SE 1,3       | SE 1,4      | SE 1,4      | SE 1,4      | SE 1,3      | SE 1,2      | SE 1,1      | SE 1,0      | SE 1,0       | SE 0,9       | 1,0      | 1,4      | 1,3      | 1,0      | 1,2   |